# 강릉시·명주군·삼척군
강릉시·명주군·삼척군은 대한민국의 옛 국회의원 선거구이다. 당시 강원도 강릉시, 명주군, 삼척군 지역을 관할했다.

## 역사
제9대 국회의원 선거를 앞두고 강릉시·명주군 선거구와 삼척군 선거구가 통합되면서 신설되었다.
1980년 4월에 명주군 묵호읍과 삼척군 북평읍이 동해시로 승격되었다. 이에 제11대 국회의원 선거를 앞두고 동해시와 삼척군이 동해시·삼척군 선거구를 구성하고 강릉시와 명주군은 양양군과 함께 강릉시·명주군·양양군 선거구를 구성하게 되면서 폐지되었다.

## 역대 국회의원
| 선거   | 정당 | 정당       | 1위 의원 | 정당 | 정당   | 2위 의원 |
| ------ | ---- | ---------- | -------- | ---- | ------ | -------- |
| 1973년 |      | 민주공화당 | 김효영   |      | 신민당 | 김명윤   |
| 1978년 |      | 민주공화당 | 김효영   |      | 무소속 | 김진만   |

## 역대 선거 결과

### 대한민국 제9대 국회의원 선거
|  | 45.25% |

|  | 24.06% |

|  | 13.38% |

|  | 10.01% |

|  | 7.27% |

### 대한민국 제10대 국회의원 선거
|  | 33.54% |

|  | 19.09% |

|  | 18.58% |

|  | 11.87% |

|  | 9.66% |

|  | 4.54% |

|  | 2.69% |